# シロアム

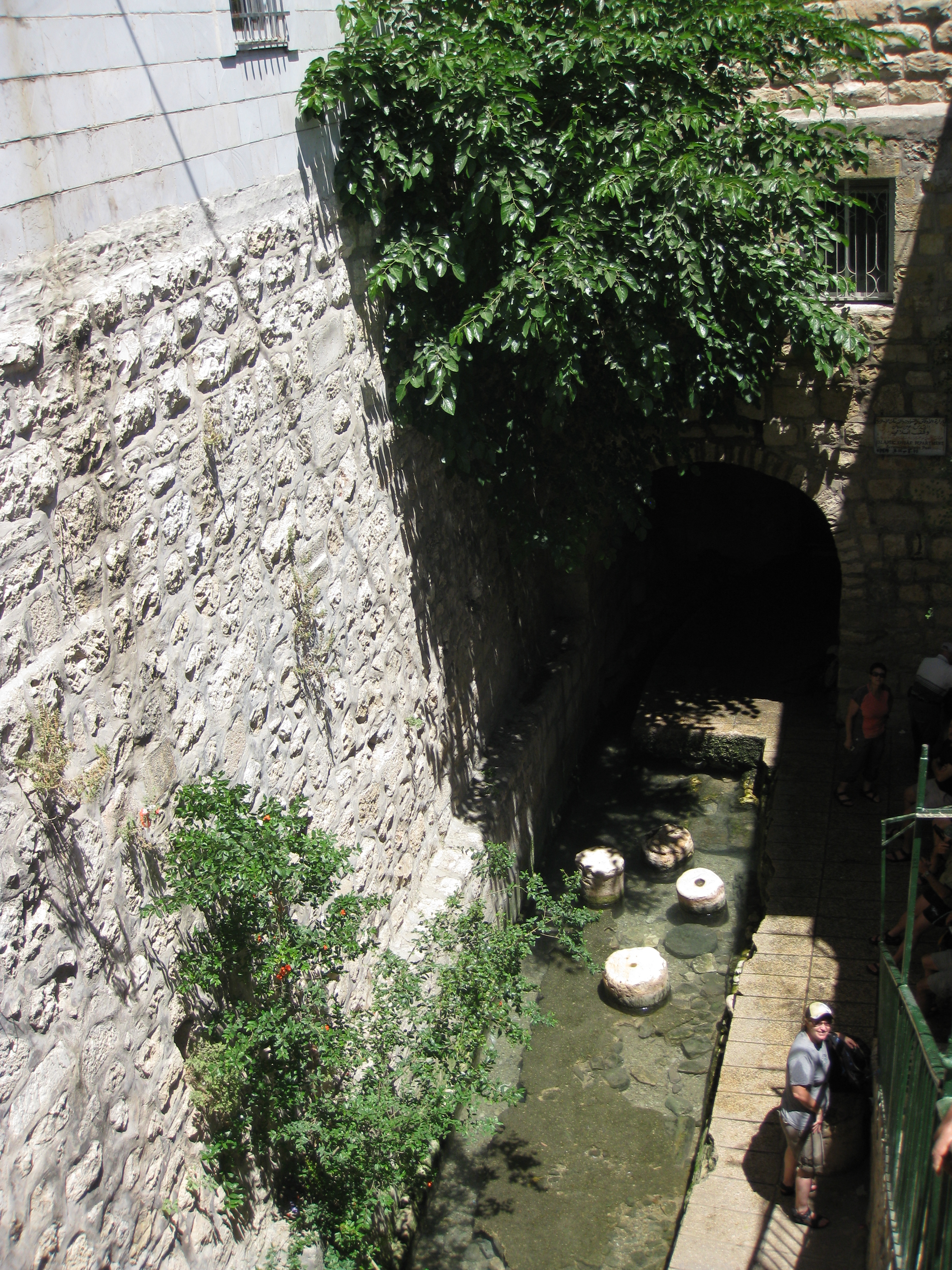
今までシロアムの池と見なされてきた場所

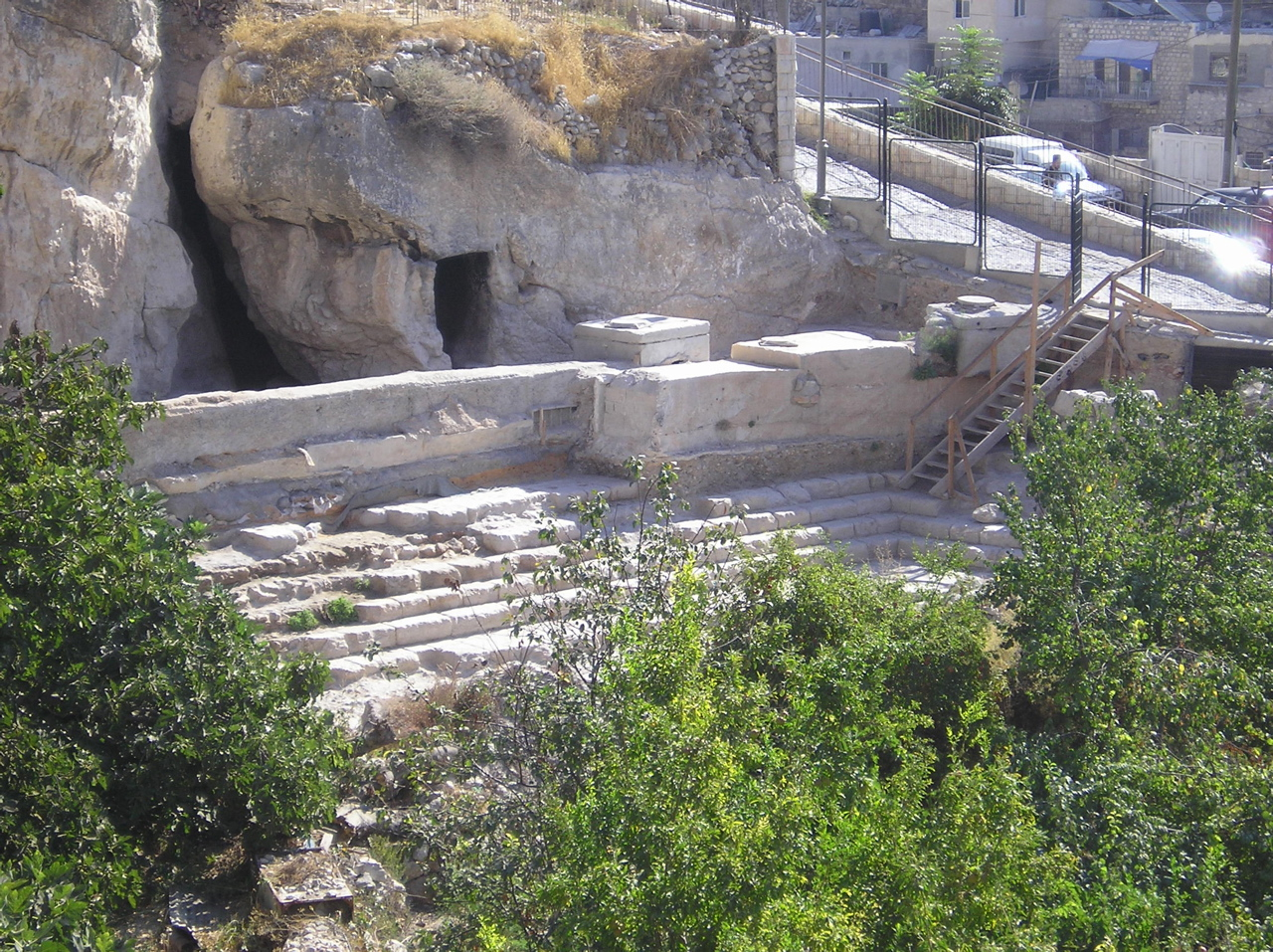
2004年、新たに発見されたシロアムの池の遺跡

シロアム（英語: Siloam 、古代ギリシア語: Σιλωάμ (Silóam)、「遣わされた者」の意 ）は、エルサレムにある『新約聖書』に登場する池。
シロア（イザヤ書 8:6）、シェラ（ネヘミヤ記 3:15）も同じ。イエス・キリストはここで盲人を癒された（ヨハネ福音書 9:6）。最近まで、シロアムの池はヒゼキヤ王がギホンの水を引くために建設した地下水路の終端に位置する場所と見なされてきた。しかし2004年、そこから南東100メートルほどの場所に新たな遺跡が発掘され、現在ここが本来のシロアムの池であったと見なされている。